# Neutral Independent Athletes

Logo von World Aquatics für Neutral Independent Athletes

Neutral Independent Athletes („Neutrale unabhängige Athleten“), Kürzel NIA, ist eine Bezeichnung für Schwimmer, die bei internationalen Wettkämpfen an den Start gehen dürfen, obwohl ihr Verband durch den Weltschwimmverband World Aquatics suspendiert wurde. Während die Bezeichnung dem entsprechenden Regelwortlaut nach nicht auf Athleten einer Nation beschränkt ist, wurde sie als Reaktion auf den russischen Angriffskrieg in der Ukraine eingeführt, so dass zunächst nur russische und belarussische Athleten unter der Bezeichnung starteten. Bei den Kurzbahnweltmeisterschaften 2024 in Budapest nahmen außerdem mexikanische Sportler als NIA teil, da der mexikanische Landesverband von World Aquatics gesperrt war.

## Einschränkungen
Neutrale Athleten starten nach den Regularien von World Aquatics unter neutraler Flagge. Kriterium für die Teilnahme ist außerdem, dass keine aktive Unterstützung der russischen Invasion in der Ukraine erfolgt. Die Athleten dürfen keine Nationalflaggen zeigen und bei Siegerehrungen wird keine Hymne abgespielt.

## Erfolge
Die nachfolgende Übersicht listet alle Wettkämpfe, bei denen Nationen als Neutral Independent Athletes am Start waren mit den jeweils  errungenen Medaillen.
| Wettbewerb                       | Austragungsort | NAA (Belarussische Athleten) | NAA (Belarussische Athleten) | NAA (Belarussische Athleten) | NAB (Russische Athleten) | NAB (Russische Athleten) | NAB (Russische Athleten) | NAC (mexikanische Athleten) | NAC (mexikanische Athleten) | NAC (mexikanische Athleten) |
| -------------------------------- | -------------- | ---------------------------- | ---------------------------- | ---------------------------- | ------------------------ | ------------------------ | ------------------------ | --------------------------- | --------------------------- | --------------------------- |
|                                  |                | Gold                         | Silber                       | Bronze                       | Gold                     | Silber                   | Bronze                   | Gold                        | Silber                      | Bronze                      |
| Weltmeisterschaften 2025         | Singapur       | –                            | 1                            | 2                            | 6                        | 8                        | 4                        | NA                          | NA                          | NA                          |
| Kurzbahnweltmeisterschaften 2024 | Budapest       | –                            | –                            | 2                            | 6                        | 4                        | –                        | –                           | –                           | –                           |
| Olympische Sommerspiele 2024     | Paris          | –                            | –                            | –                            | –                        | –                        | –                        | NA                          | NA                          | NA                          |
| Weltmeisterschaften 2024         | Budapest       | –                            | –                            | –                            | –                        | –                        | –                        | NA                          | NA                          | NA                          |
| Weltmeisterschaften 2023         | Fukuoka        | –                            | –                            | –                            | –                        | –                        | –                        | NA                          | NA                          | NA                          |
| Σ                                | Σ              | –                            | 1                            | 4                            | 12                       | 12                       | 4                        | –                           | –                           | –                           |